# Podagrion descampsi
Podagrion descampsi är en stekelart som beskrevs av Jean Risbec 1954. Podagrion descampsi ingår i släktet Podagrion och familjen gallglanssteklar.
Artens utbredningsområde är Kamerun. Inga underarter finns listade i Catalogue of Life.